# 花台院
花台院（こうだいいん、生没年不詳）は、戦国時代の僧。細川尹賢の弟で、甥の細川氏綱を補佐した。

## 概要
花台院は聖護院門跡の院家のひとつ。先代の任意は永正17年（1520年）6月を最後に確認できなくなり、翌閏6月に門弟の「小童」が近衛尚通のもとを訪れ面会している。大永6年（1526年）に尚通のもとを訪れた花台院はそれ以前と異なり「僧正」と呼ばれていないことから、成長した小童で任意の後継者で氏網の叔父のことであると思われる。花台院は後に細川氏綱に書状を取り次ぐ立場となり、永禄元年（1558年）まで氏綱に仕えていたことが確認できる。